# Gul nålfruktsmossa
Gul nålfruktsmossa (Phaeoceros laevis) är en bladmossart som först beskrevs av Carl von Linné, och fick sitt nu gällande namn av Johannes Max Proskauer. Gul nålfruktsmossa ingår i släktet Phaeoceros och familjen Notothyladaceae. Enligt den svenska rödlistan är arten nära hotad i Sverige. Arten förekommer i Götaland och Svealand. Artens livsmiljö är jordbrukslandskap, stadsmiljö. Inga underarter finns listade i Catalogue of Life.

## Bildgalleri

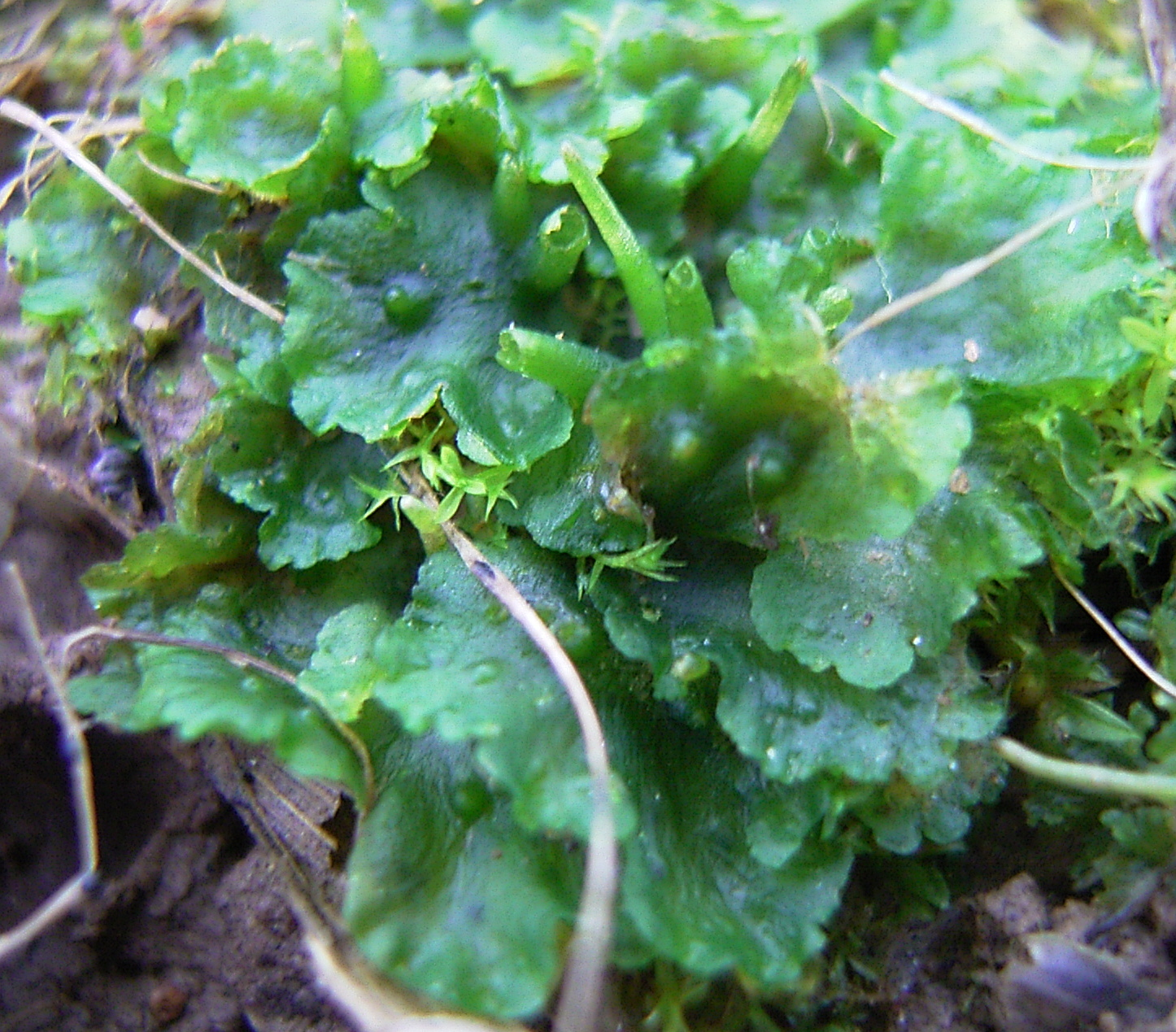